# Turestorpsø
Turestorpsø er en halvø i søen Havgårdssjön i Svedala i Skåne. Her findes resterne af borgen Turestorp fra 1300-tallet, da halvøen var en ø.
Turestorpsø var i besiddelse af ridder Tuve Galen, som Margrethe 1. havde gjort til gælker, kongemagtens forvalter i Skåne. 
Da Tuve Galen ikke var loyal mod Margrethe, men førte separate forhandlinger med den svenske konge Albrecht af Mecklenborg lod Margrethe belejre og indtage borgen i 1382. 
Borgen blev foræret til Lunds Domkirke, men forfaldt. Teglstenene blev herefter genanvendt til opførelsen af bl.a. Sankt Petri Kirke i Malmö. 
Resterne af borgen er stadig synlige i landskabet.
55°28′54″N 13°21′33″Ø / 55.48158°N 13.35913°Ø